# Villota del Páramo
Villota del Páramo település Spanyolországban, Palencia tartományban. Villota del Páramo Santervás de la Vega, Villazanzo de Valderaduey, Pino del Río és Poza de la Vega községekkel határos. Lakosainak száma 299 fő (2024).

## Népesség
A település népessége az elmúlt években az alábbi módon változott:
| Lakosok száma | 445  | 409  | 384  | 368  | 353  | 338  | 333  | 333  | 307  | 299  |
|               | 2001 | 2004 | 2007 | 2009 | 2012 | 2014 | 2017 | 2019 | 2022 | 2024 |